# レイシ
レイシ（茘枝、学名: Litchi chinensis）はムクロジ科レイシ属の果樹。特にその果実はライチと呼ばれる。1属1種。中国の嶺南地方原産。バンレイシおよびバンレイシ科は目レベルより上で異なる別種である。

## 概要
常緑高木で、葉は偶数羽状複葉（2 - 4対の小葉からなる）で互生する。花は黄緑色で春に咲く。果実は夏に熟し、表面は赤くうろこ状（新鮮な物ほどトゲが鋭い）、果皮をむくと食用になる白色半透明で多汁の果肉（正確には仮種皮）があり、その中に大きい種子が1個ある。
中国においては紀元前から南方の温暖な地域において栽培されていた果樹で、上品な甘さと香りから中国では古来より珍重されたが、保存がきかず「ライチは枝を離れるや、1日で色が変わり、2日にして香りが失せ、3日後には色も香りも味わいもことごとく尽きてしまう」と伝えられる。唐の楊貴妃がこれを大変に好み、華南から都長安まで早馬で運ばせた話は有名である。

## 呼称
中国語（普通話）での発音はリーヂー（拼音: Lìzhī、注音: ㄌㄧˋ ㄓ）で、属名もこれに由来する。英語の“lychee”は、広東語/閩南語風にライチーと発音することも、普通話風にリーチーと発音することもある。

## 栽培
弱酸性で水はけ、水持ちの良い土を好む。生育期は沢山の水を必要とする。冬はやや乾かしぎみに育て、カイガラムシやハダニを防ぐ為に、葉水を霧吹きで与える。越冬可能な温度は0度以上であるが、確実に越冬させるには年最低気温が5 - 10度以上の環境で育てる必要がある。また、積雪や結氷、霜に非常に弱い為に、直植えできる地域は限られており、寒い地域で栽培する際は、鉢植えかつ室内で温度管理をするのが主流である。日向で栽培することが望ましいが、小さな苗の場合は盛夏時は半日陰で育てる方が良い。成木の場合、2月から4月に開花する。自然界ではハチやアリなどが受粉するが、栽培では人工的な受粉を行う。10度以下に殆ど下がることのない地域でも結実するが、品種によっては、厳冬時に5 - 10度の環境に100 - 200時間程度当てる必要がある。
大規模な商業的な栽培は、生育期の春から夏に高温多湿で多雨でありながら短い冬が存在し、無霜地帯で年最低気温が氷点下に下がらない事が条件となる。その為、栽培に適しているのは、熱帯に属する地域のうち丘陵、高原地帯と、温帯夏雨気候、温暖湿潤気候の地域のうちそれぞれ亜熱帯気候のみとなる。この気候条件を満たす中国南部の華南から四川省南部、雲南省にかけての地域、台湾、タイやベトナムなどの東南アジア、オーストラリア北部、フロリダ、ハワイ、レユニオン、マダガスカルで商業的な栽培が行われている。日本国内では沖縄県、鹿児島県、宮崎県などで小規模であるが栽培されている。

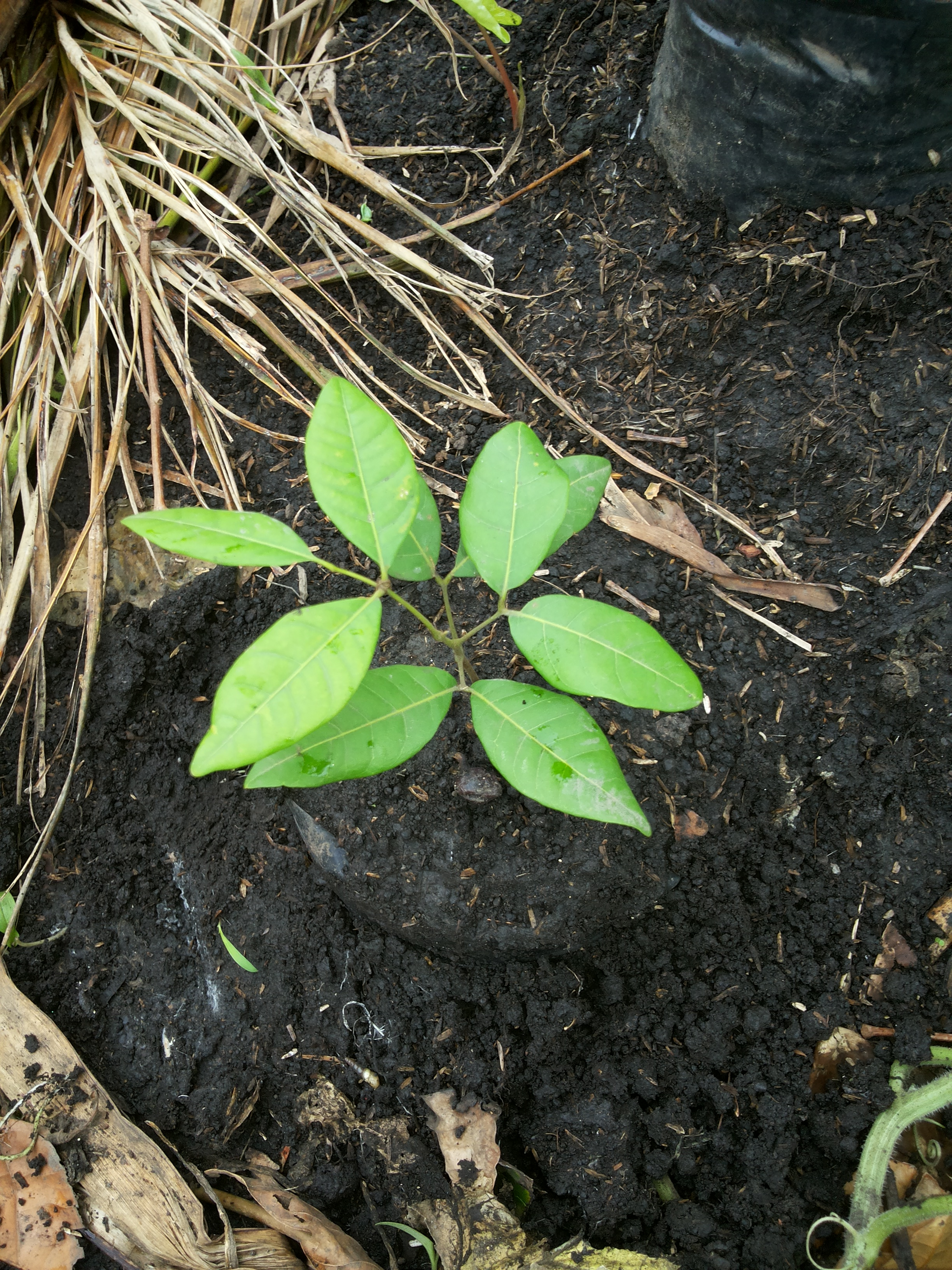
レイシの苗
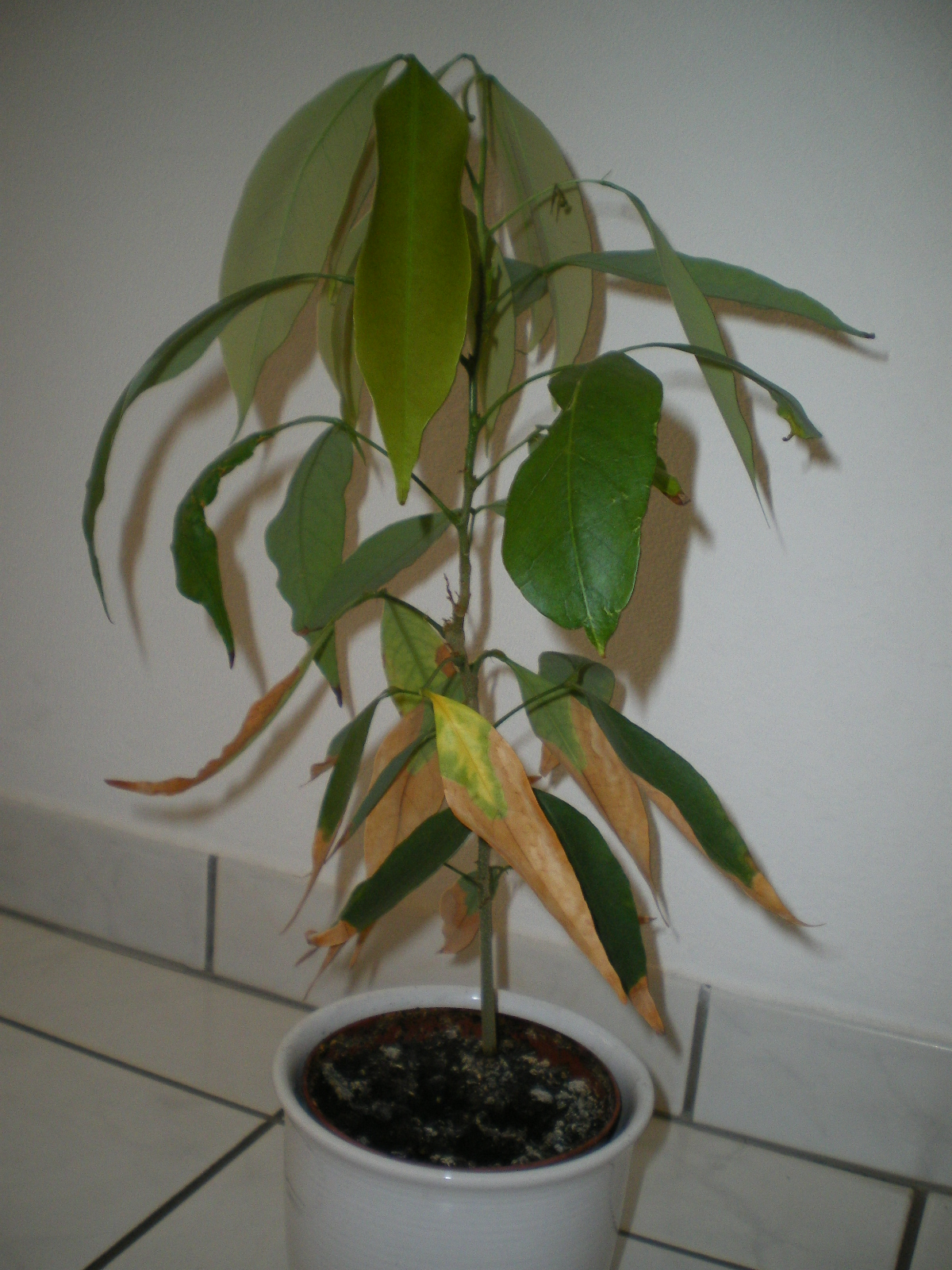
小さなレイシの木
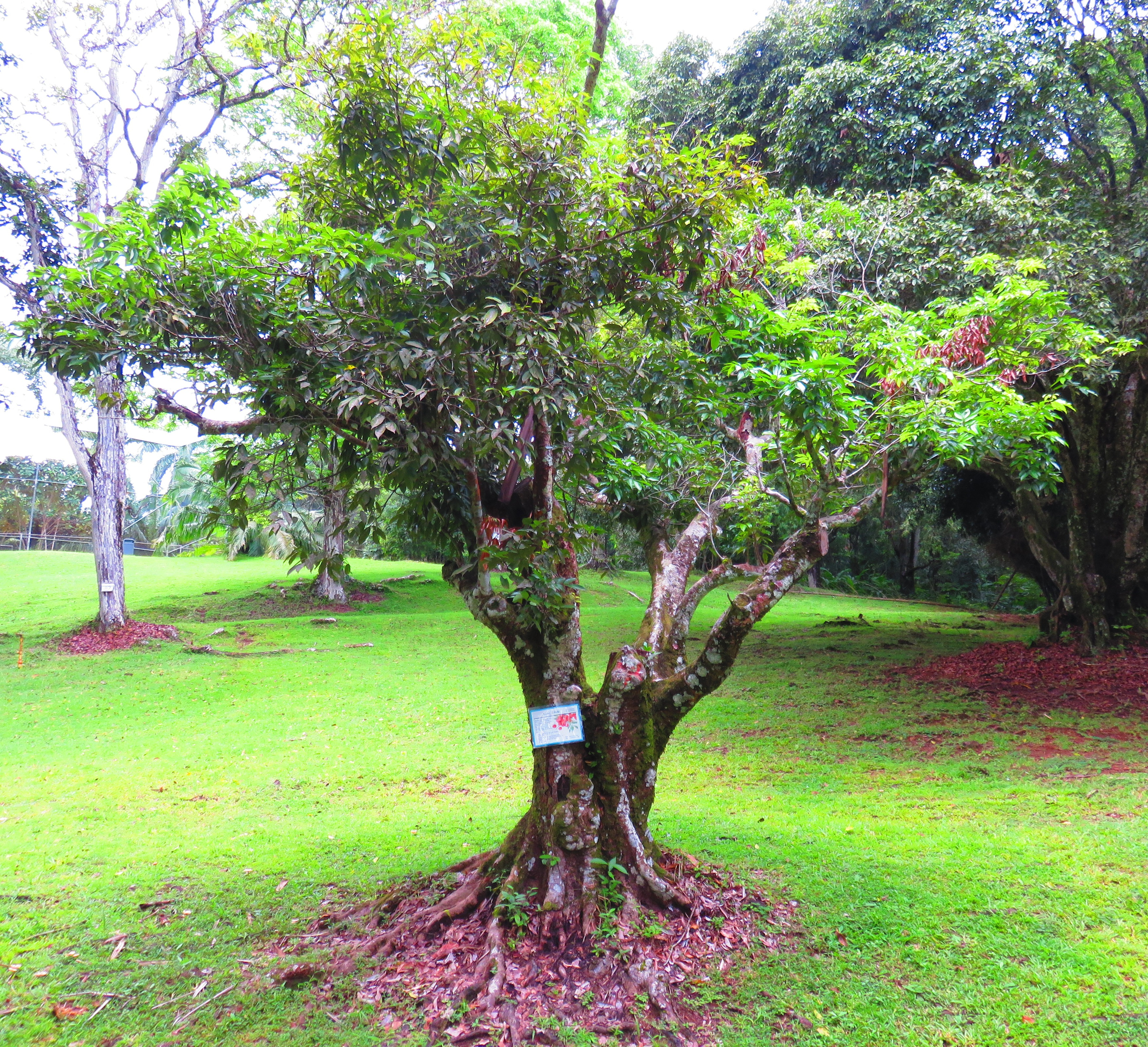
レイシの果樹
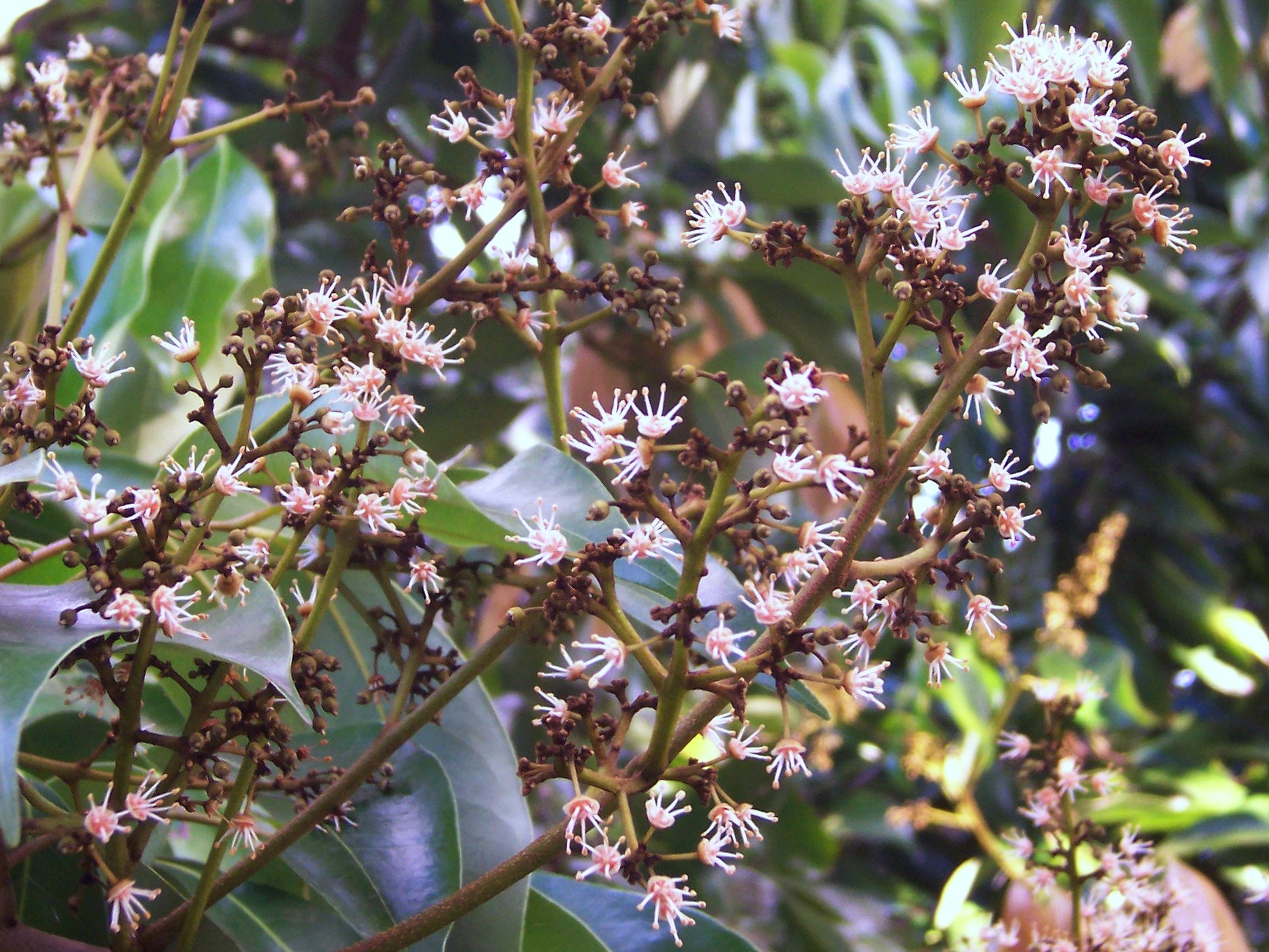
レイシの花
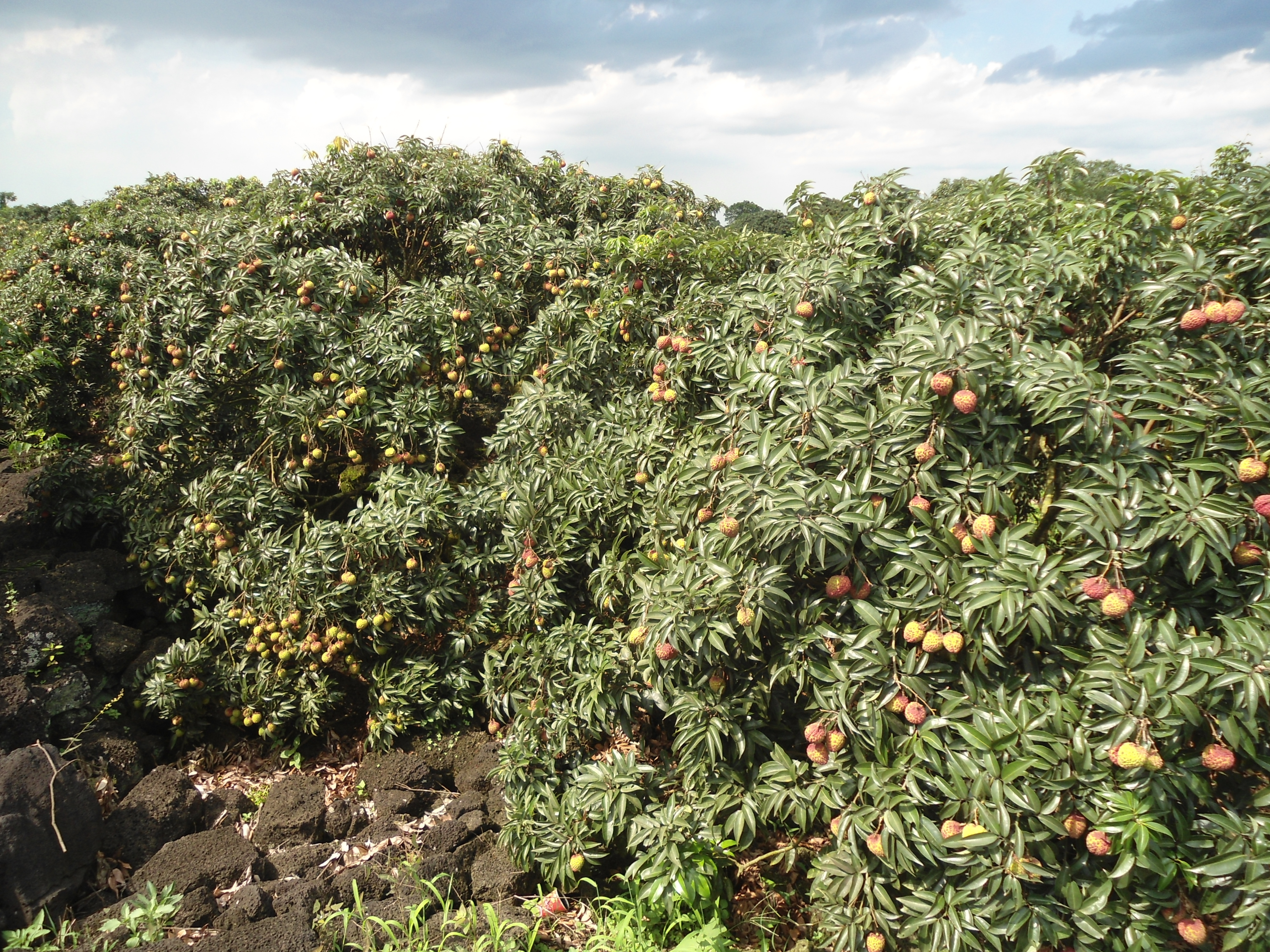
レイシ農園
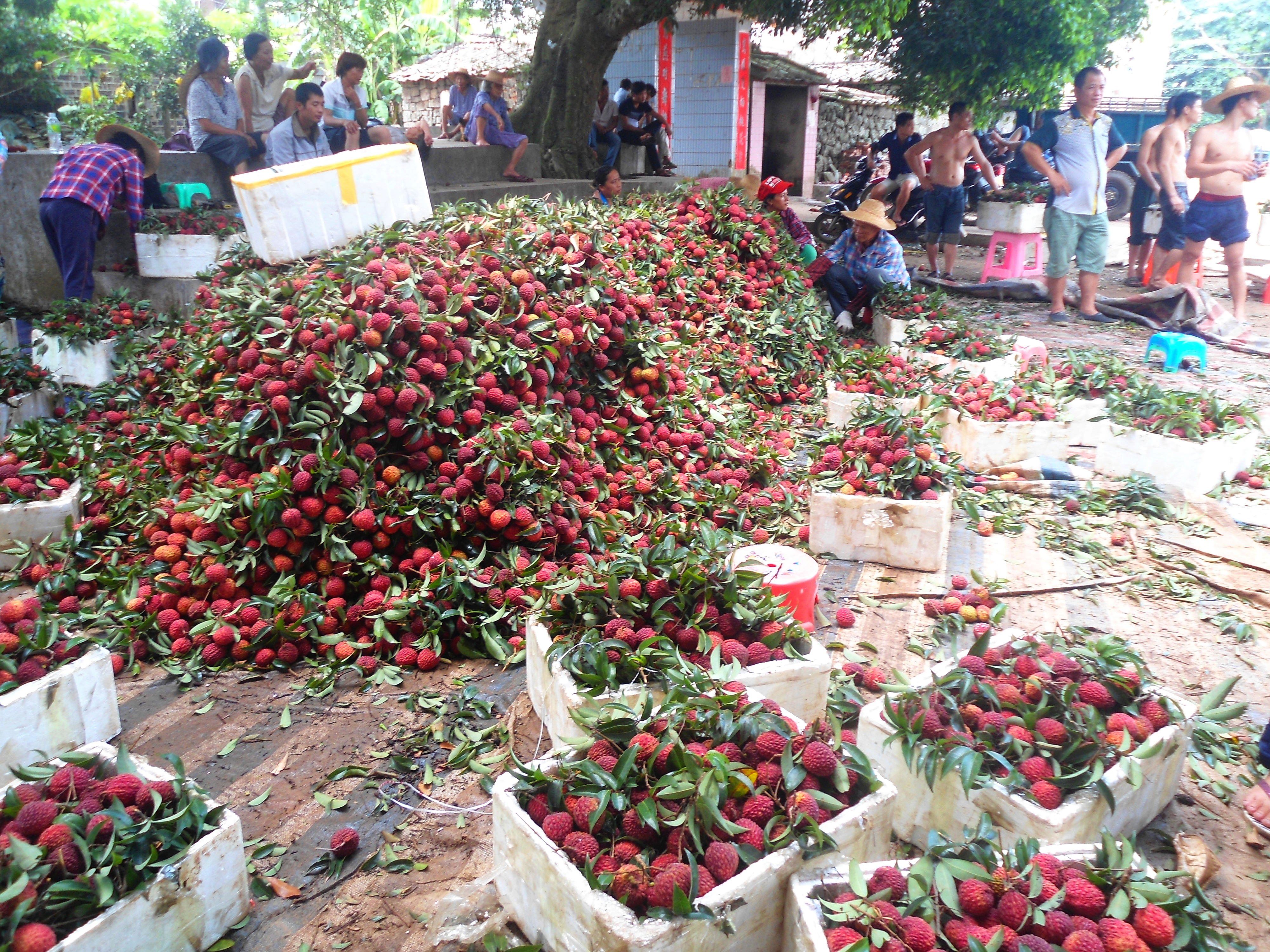
収穫されたレイシ
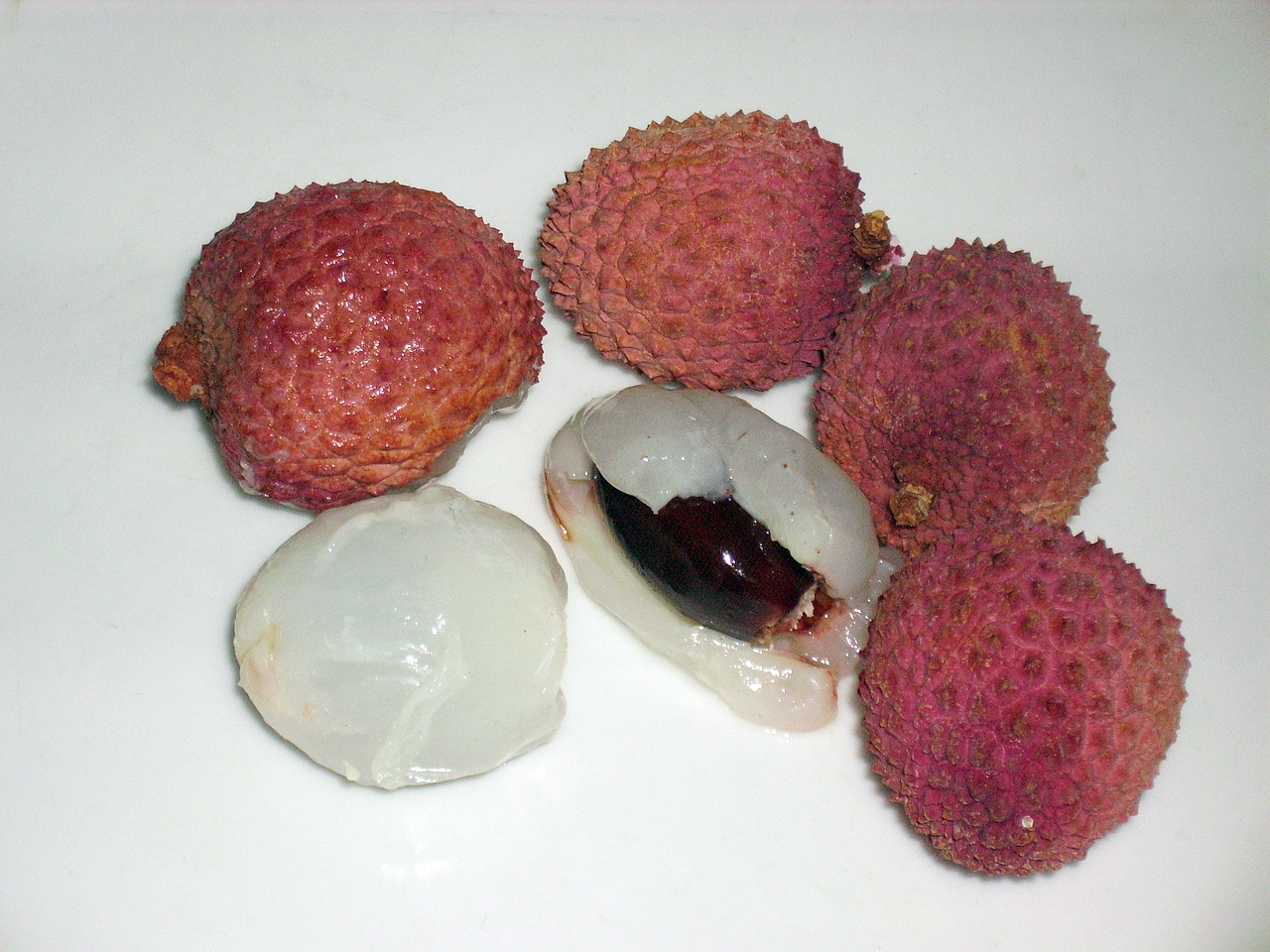
レイシの果実

## 流通
主に中国や台湾などから輸入されたものがスーパーマーケットなどで入手できる。国産は九州以南の暖かな地方で生産されたものが極少量出回る程度である。冷凍ものもあるが、生の果実は7 - 8月ごろに流通する。
他の中国産食品と同様に安全性が注視されており、輸入検査などが行われている。2004年にはメタミドホスの基準値0.1ppmを超えた0.2ppmが検出されたため、廃棄又は積み戻し等の対処が行われた。

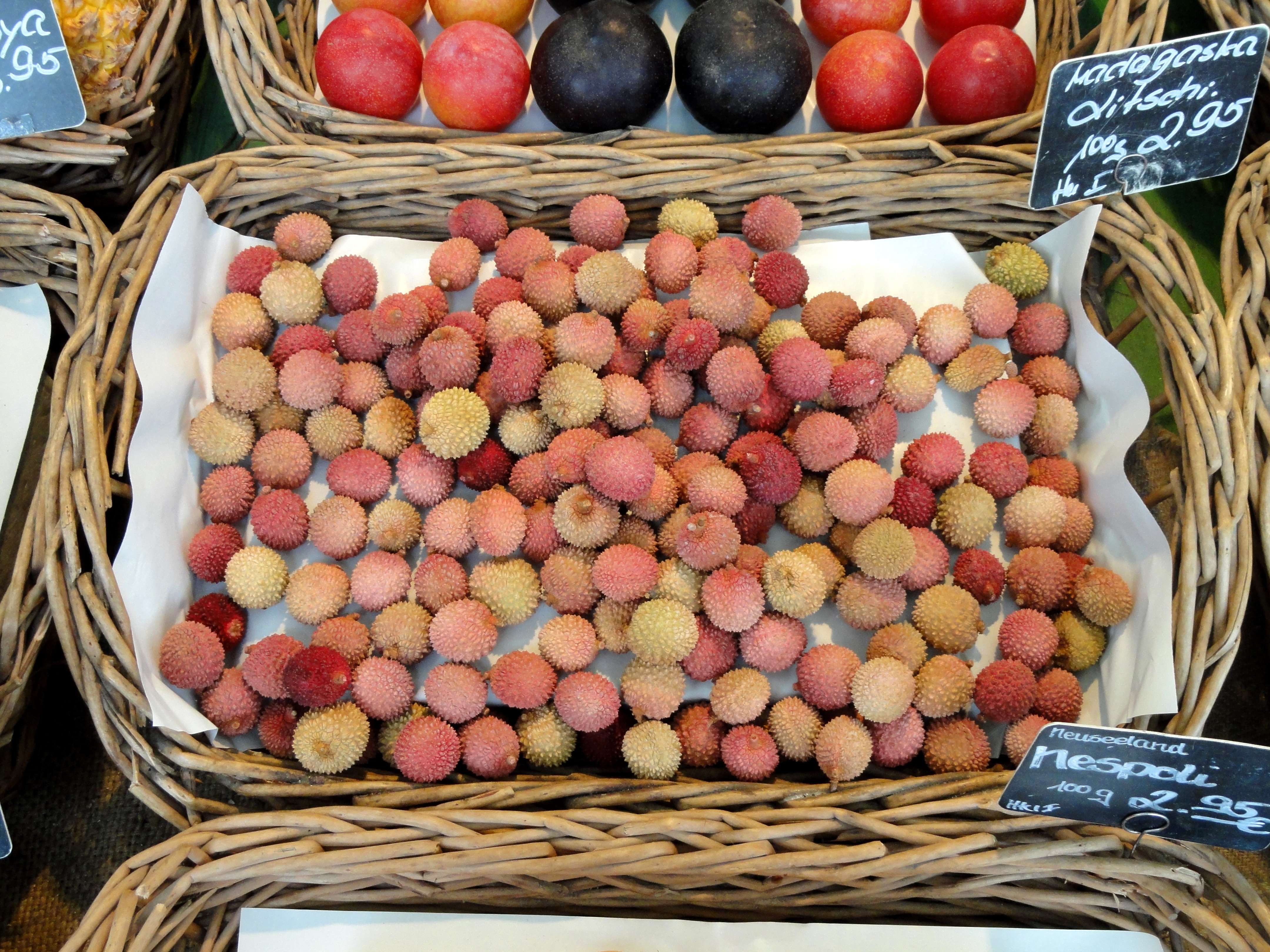
店頭に並ぶレイシ

## 利用
半透明の果肉は甘味と酸味があり、生食やシロップ漬けにするほか、アルコール類のフレーバーとしても広く用いられ、ライチ・リキュールがよく知られている。

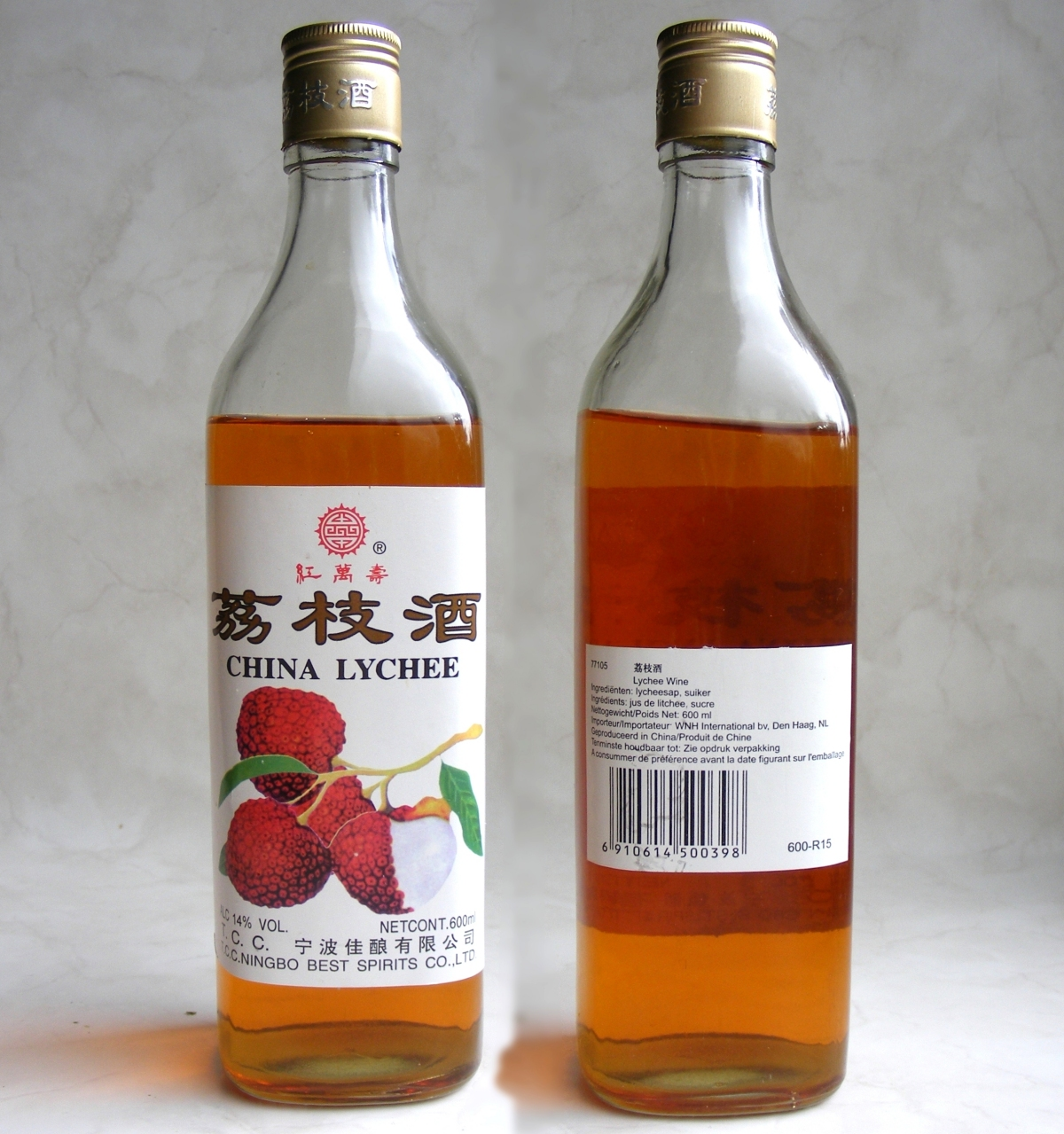
レイシの酒

## 毒性
未熟果が含有するヒポグリシンは、ヒトの糖新生を阻害して低血糖症の要因となる。インドの貧困層で幼児が未熟なライチで空腹を満たし、低血糖から脳炎に至り死亡する事件が頻発している。これは症状が感染症に酷似することから、かつては未知の病原菌による風土病と考えられていた。